# Paula Buber
Paula Judith Buber, geb. Winkler (geboren 14. Juni 1877 in München; gestorben 11. August 1958 in Venedig) war die Ehefrau von Martin Buber und unter dem Pseudonym Georg Munk als Schriftstellerin tätig.

## Leben
Paula war die Tochter des katholischen Oberbaurats Franz Winkler und seiner Frau Fanny, geb. Pischler. Nach dem Besuch eines Klosterpensionats absolvierte sie eine Ausbildung als Lehrerin. Ab 1896 arbeitete sie als Sekretärin für den Architekten und Privatgelehrten Friedrich Helvig Arndt, den Mann der Schriftstellerin Helene Böhlau. In deren Kreis lernte sie den deutsch-jüdischen Philosophen Theodor Lessing kennen, der sie in seinen Lebenserinnerungen als „zäh, genial, unbedenklich“ und als „unheimlich gescheit und herrischen Willens“ beschrieb.
1899 lernte sie beim Germanistikstudium in Zürich Martin Buber kennen. Da sie als Nichtjüdin nicht nach jüdischem Ritus getraut werden konnte, wurden ihre Kinder Rafael (1900–1990) und Eva (1901–1992) unehelich geboren. 1901 trat sie aus der katholischen Kirche aus. Nachdem ihre finanziellen Verhältnisse aufgrund des Erfolges der Geschichten des Rabbi Nachman (1906) gesichert waren, zog die Familie Buber nach Berlin. Dort konvertierte Paula im Januar 1907 zum Judentum, was die offizielle Heirat mit Martin Buber am 20. April 1907 ermöglichte und beide österreichische Staatsbürger sein ließ, bis zur Einbürgerung von 1921 in den hessischen Staatsverband. 1912 veröffentlichte sie unter dem Pseudonym Georg Munk ihr erstes Buch, die Novellensammlung Die unechten Kinder Adams. 1914 erkrankte sie schwer an Typhus. 1916 zog die Familie von Berlin nach Heppenheim. Hier entstanden der erste Teil von Martin Bubers Bibelübersetzung und Ich und Du, das seinen weltweiten Ruhm begründete. 
1935 wurde Paula wegen „jüdischer Versippung“ aus der Reichsschrifttumskammer ausgeschlossen. Im März 1938 emigrierte die Familie Buber nach Palästina, wo Martin einen Lehrstuhl an der Hebräischen Universität Jerusalem übernahm. 
Paulas Roman Muckensturm. Ein Jahr im Leben einer kleinen Stadt, entstand von 1938 bis 1940 und schildert die Anfänge des Nationalsozialismus in einer deutschen Kleinstadt. Paula Buber hatte jedoch Schwierigkeiten, einen Verlag zu finden. So erschien das Buch erst 1953 im Verlag Lambert Schneider.
Bei den Novemberpogromen wurden am 9. November 1938 ihr Haus in Heppenheim verwüstet und ihre zurückgelassenen Möbel und Teile der Bibliothek zerstört.
Paula Buber starb 1958 bei der Rückkehr von einer mit Martin Buber gemeinsam unternommenen Reise durch die USA und Europa in Venedig.

## Werke (Auswahl)
- Betrachtungen einer Philozionistin, in der zionistischen Zeitschrift Die Welt, 1901
- Geschichten des Rabbi Nachman, chassidische Erzählungen, 1906 (gemeinsam mit Martin Buber)
- Die unechten Kinder Adams, Novellensammlung. Leipzig : Insel, 1912
- Irregang. Roman. Leipzig : Insel, 1916
- St. Gertraudens Minne. Sage. Leipzig : Insel, 1921
- Die Weidenmutter, 1927
- Am lebendigen Wasser. Familienroman. Wiesbaden : Insel, 1952
  - Paula Judith Buber: Am lebendigen Wasser. (Neuausgabe mit Nachwort) (Berlin 2024) ISBN 978-3-945980-95-8 PDF
- Muckensturm. Ein Jahr im Leben einer kleinen Stadt. Heidelberg : Lambert Schneider, 1953